# صالح‌آباد (ریوند)
صالح‌آباد، روستایی از توابع بخش مرکزی شهرستان نیشابور در استان خراسان رضوی ایران است.

## جمعیت
این روستا در دهستان ریوند قرار دارد و براساس سرشماری مرکز آمار ایران در سال ۱۳۹۰، جمعیت آن ١٦٢ نفر (٥١ خانوار) بوده‌است.